# 게임피아
게임피아(Gamepia)는 대한민국의 발행됐던 게임 잡지이다. 1995년 11월에 창간하였으나, 인터넷 와레즈 등장과 함께 2003년 6월 폐간되었다.

## 표지 모델

### 1998년
- 5월호 - 이요원[1] (프린세스 메이커: 꿈꾸는 요정)
- 6월호 - 불명 (FIFA: 로드 투 월드컵 98)
- 8월호 - 조수지 (파이널 판타지 VII)
- 10월호 - 김선경 (나의 신부)

### 1999년
- 1월호 - 반현정 (아트리아 2)
- 3월호 - 이진희 (도키메키 메모리얼)
- 4월호 - 불명 (바이오하자드 2)
- 5월호 - 김원선 (나스카 레볼루션)
- 6월호 - 이문향 (사이킥 포스 2012)
- 7월호 - 배정화 (리플레인 러브)

## 같이 보기
- 월간 게이머즈 - 현재
- 메가파워진 - 현재
- 게임챔프
- PC챔프
- 넷파워